# Naturschutzgebiet Klebberg

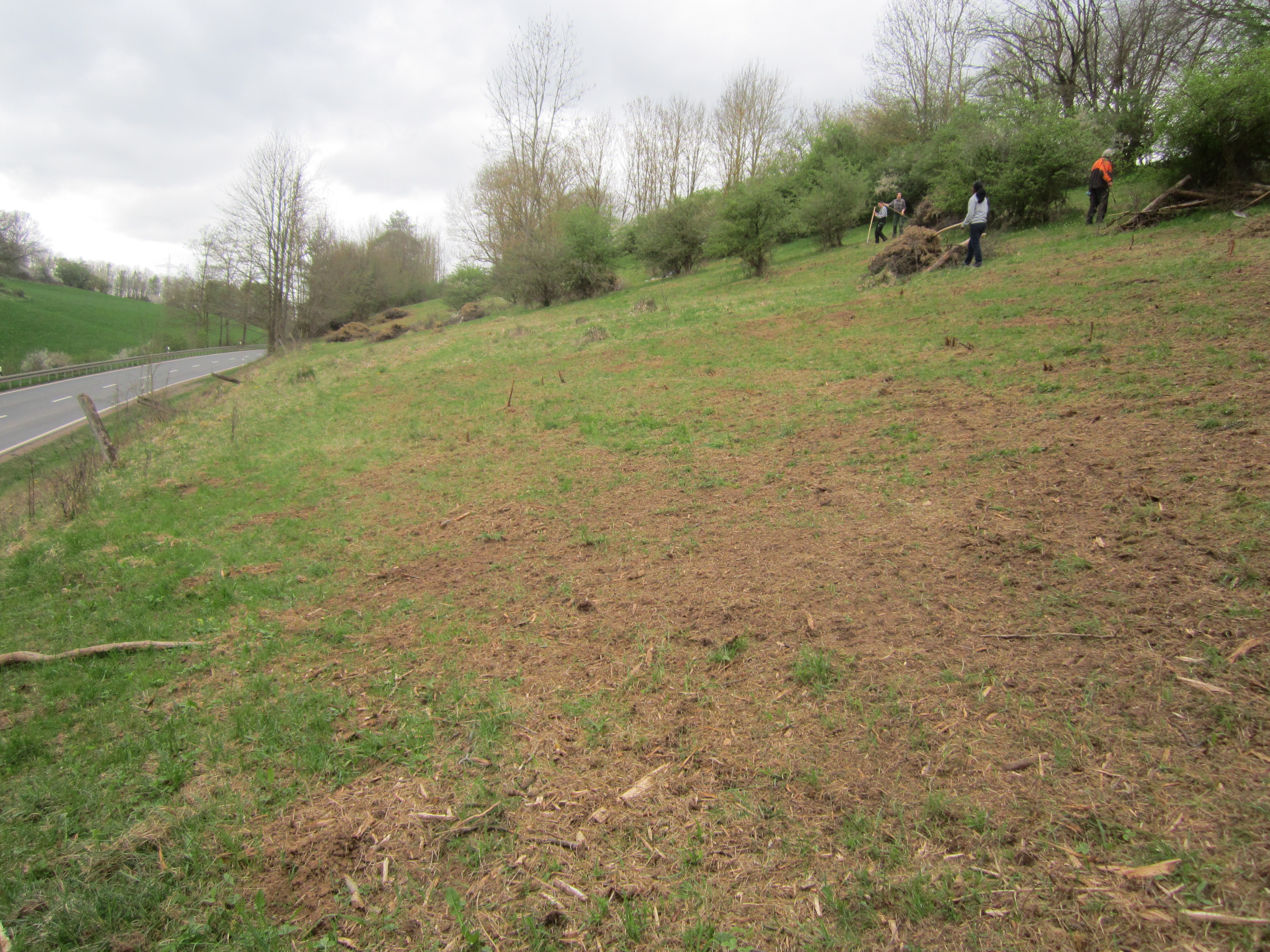
Landschaftspflegetrupp der Biologischen Station Hochsauerlandkreis auf der Westfläche des NSG beim abharken einer gemulchten Fläche

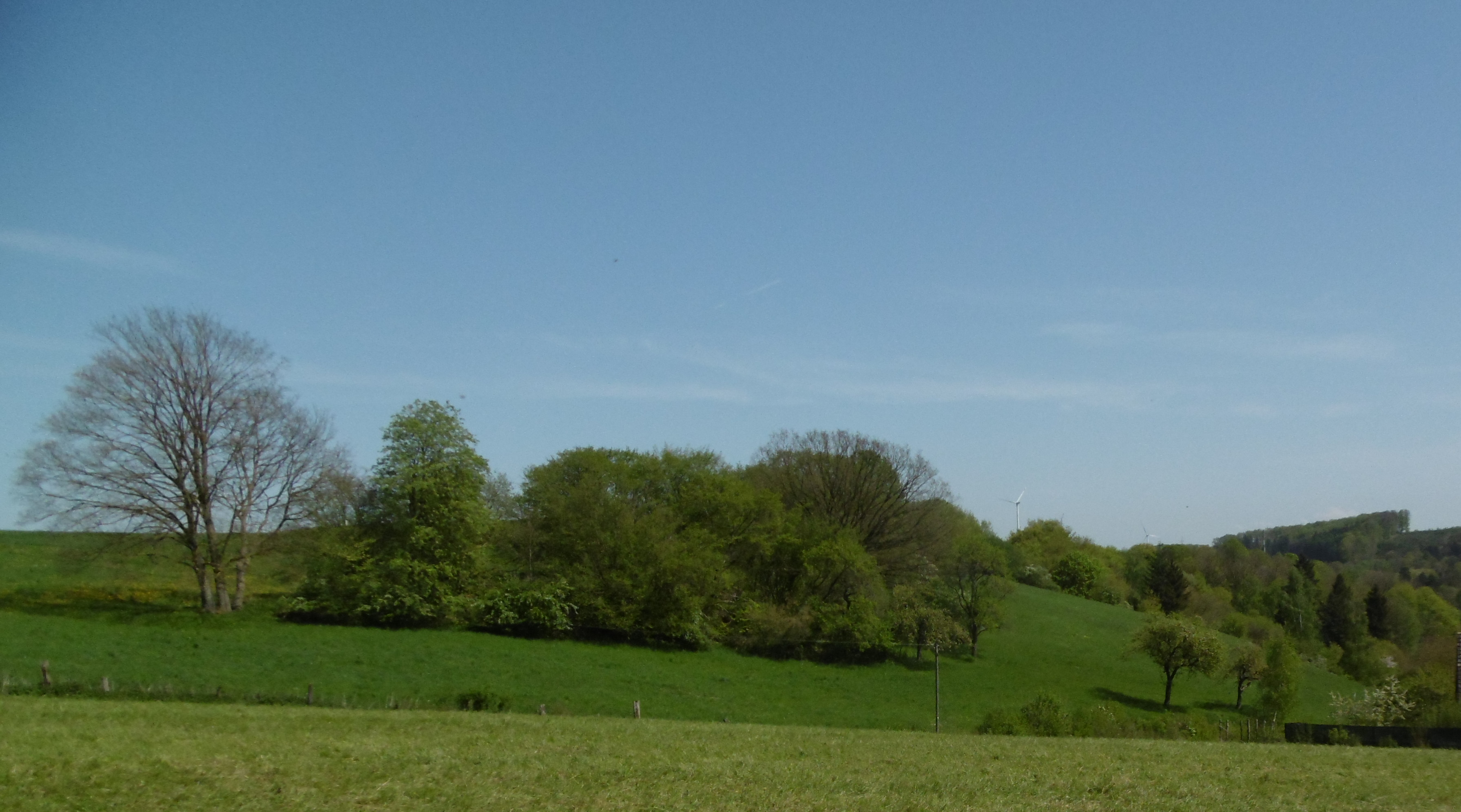
Östliche Teilfläche von Westen

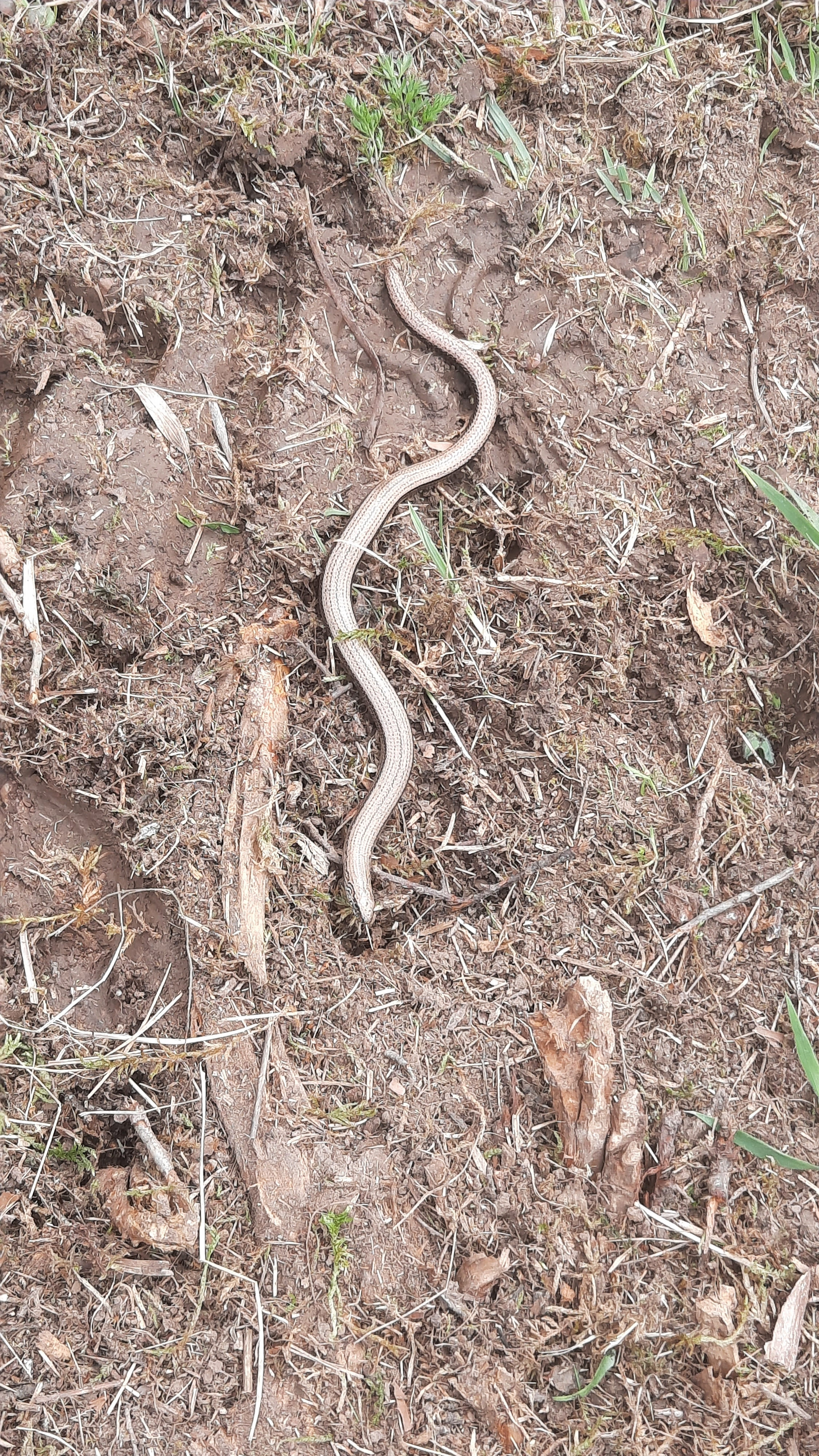
Blindschleiche im NSG Klebberg

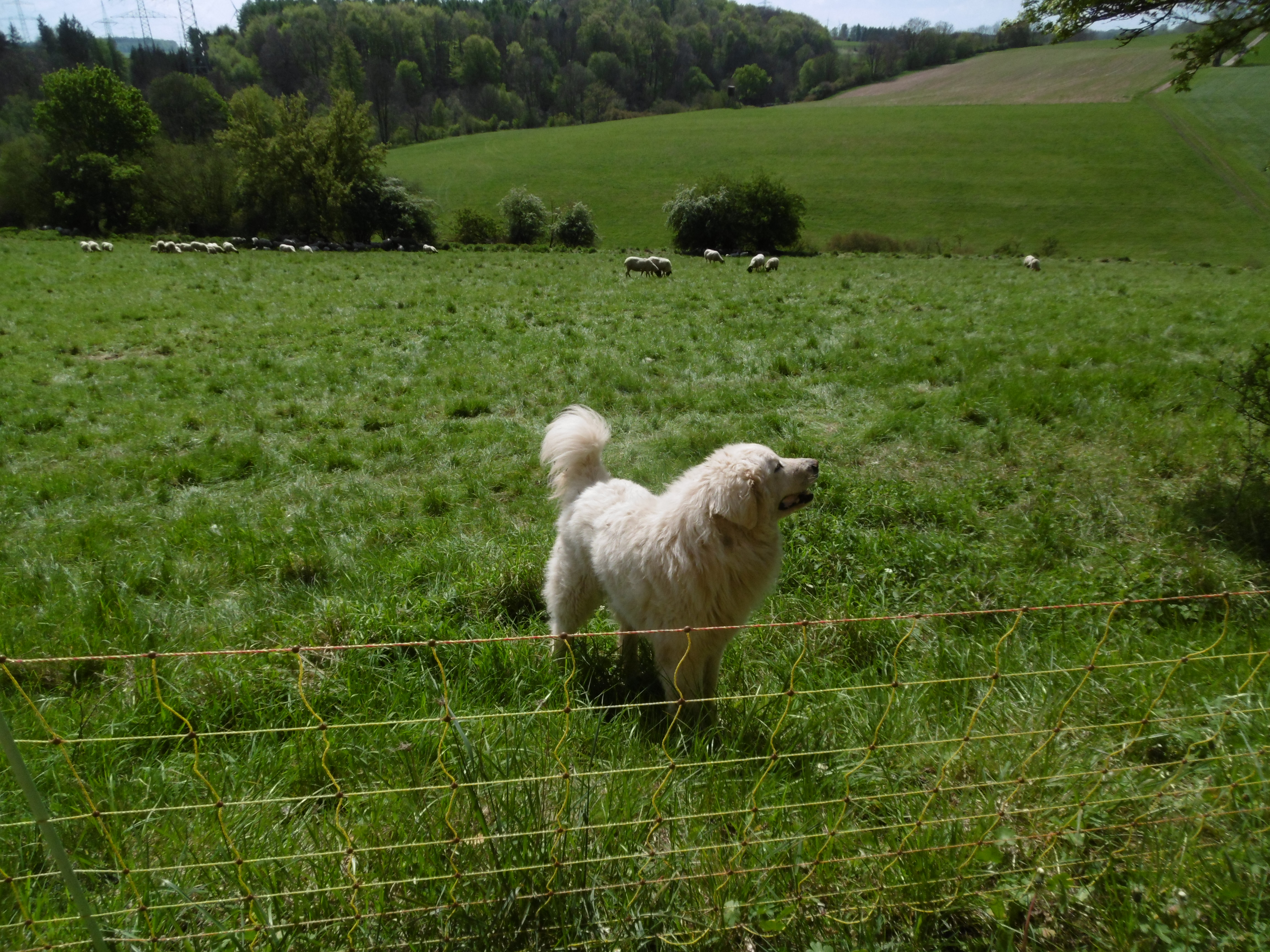
Herdenschutzhund mit Schafen im Hintergrund auf der westlichen Teilfläche

Das Naturschutzgebiet Klebberg mit einer Größe von 19,78 ha liegt in zwei Teilflächen nördlich und westlich von Canstein im Stadtgebiet von Marsberg im Hochsauerlandkreis. Die westliche Fläche wird durch die Landstraße 870 durchschnitten. Es wurde 2008 mit dem Landschaftsplan Marsberg als Naturschutzgebiet (NSG) ausgewiesen. Das NSG gehört seit 2023 als Teilfläche zum Vogelschutzgebiet Diemel- und Hoppecketal mit angrenzenden Wäldern.

## Beschreibung
Das NSG umfasst Kalkmagerrasen mit großen Gebüschbereichen und Rotbuchenwaldbereiche. Die westliche Fläche beginnt am Ortsrand und führt entlang der Landstraße 870 bis kurz vor Gut Forst. Die Westfläche befindet sich erst nur auf der rechten Seite der Straße. Erst dort wo auf der linken Straßenseite der Buchenwald aufhört beginnt auch linksseitig der Straße ein NSG-Bereich. Die nördliche kleinere Fläche beginnt ebenfalls am Dorfrand.
Das Fachinformationssystem des Landesamtes für Natur, Umwelt und Verbraucherschutz Nordrhein-Westfalen dokumentiert zum NSG:
„In der intensiv genutzten Landschaft um Canstein kommt dem Gebiet mit seiner hohen Struktur- und Biotopvielfalt eine hervorragende Bedeutung als Lebensraum zu. Neben den Felsen, Gehölzstrukturen und Wiesen sind vor allem die artenreichen Magerweiden und Kalkhalbtrockenrasen für den hohen Schutzwert verantwortlich. Das Gebiet ist ein landesweit bedeutsamer Bestandteil eines Biotopverbundsystems von strukturierten Kulturlandschaften und Kalkmagerrasen.“

## Pflanzenarten im NSG
Das Landesamt für Natur, Umwelt und Verbraucherschutz Nordrhein-Westfalen dokumentierte im Schutzgebiet Pflanzenarten wie Acker-Witwenblume, Aronstab, Aufgeblasenes Leimkraut, Bärenschote, Blutwurz, Breitblättriger Thymian, Deutscher Enzian, Dürrwurz, Echter Kreuzdorn, Echtes Johanniskraut, Echtes Labkraut, Färber-Ginster, Gewöhnliches Ferkelkraut, Gelbes Sonnenröschen, Gras-Sternmiere, Großer Augentrost, Kleine Bibernelle, Kleine Braunelle, Kleiner Odermennig, Kleiner Wiesenknopf, Kleines Habichtskraut, Knolliger Hahnenfuß, Kriechende Hauhechel, Leberblümchen, Magerwiesen-Margerite, Mittlerer Wegerich, Purgier-Lein, Rundblättrige Glockenblume, Ruprechtskraut, Skabiosen-Flockenblume, Tauben-Skabiose, Wald-Bingelkraut, Wald-Ziest, Waldmeister, Weinberg-Lauch, Weißes Labkraut, Wiesen-Kerbel, Wilde Möhre und Wirbeldost.

## Naturschutzmaßnahmen
Es wurden ab 1990 4,88 ha Land durch die Nordrhein-Westfalen-Stiftung Naturschutz, Heimat- und Kulturpflege (NRW-Stiftung) angekauft. Der Verein für Natur- und Vogelschutz im Hochsauerlandkreis (VNV) betreut die Fläche im Auftrag der NRW-Stiftung. Ein Schäfer beweidet die Flächen. Seit den 1990er Jahren finden zudem Pflegearbeiten des VNV und der Biologische Station Hochsauerlandkreis im NSG statt. Insbesondere wurden Schwarzdorn-Büsche und Stockausschläge mit Motorsäge und Freischneider entfernt.